# علی اصغر شیرزادی

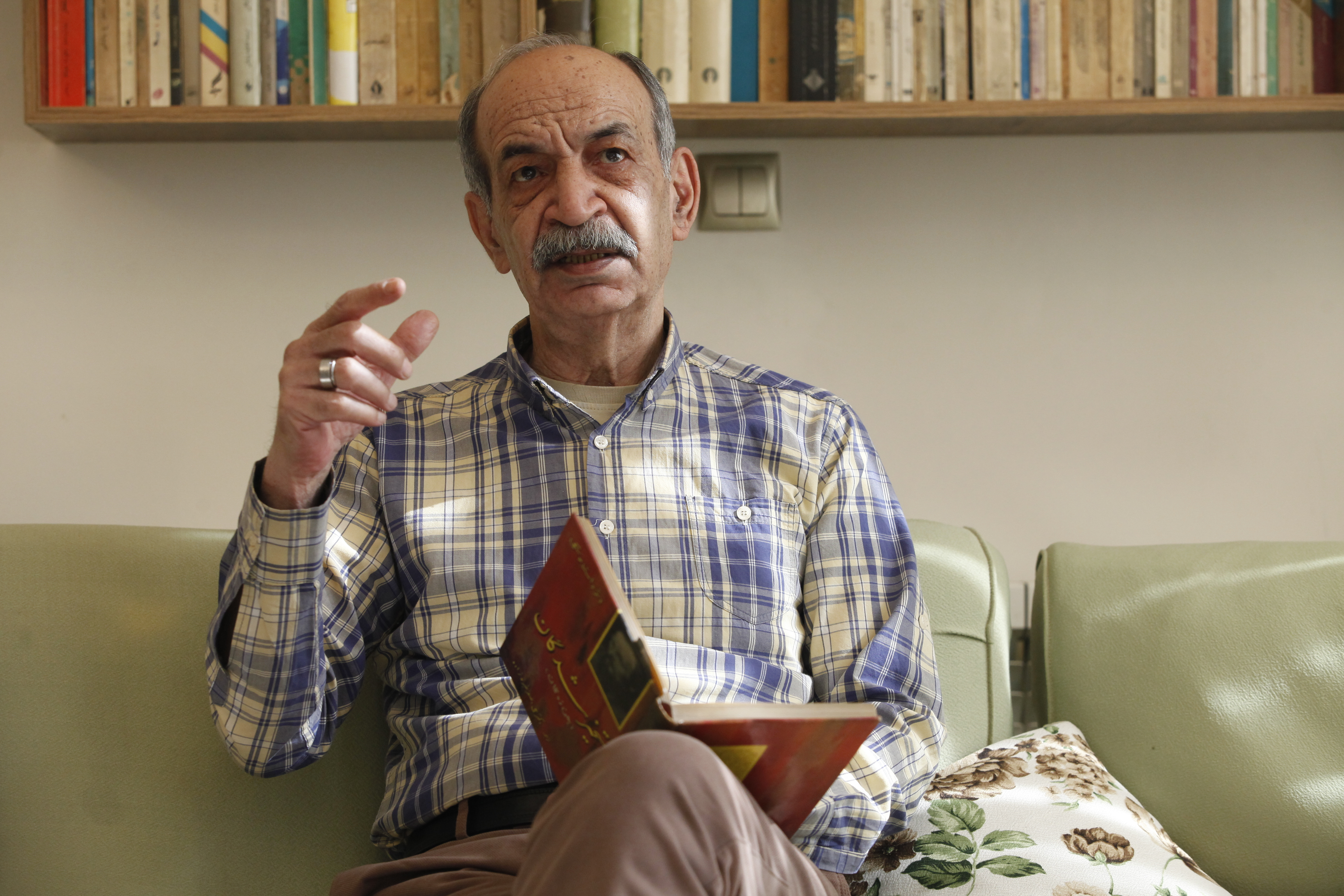

علی اصغر شیرزادی (متولد ۲۸ آبان۱۳۲۳ در شیراز) روزنامه‌نگار و نویسنده اهل ایران است. وی برنده جایزه بیست‌سال ادبیات داستانی شده‌است.

## زندگی‌نامه
علی اصغر شیرزادی ۲۸ آبان ۱۳۲۳ در محله دروازه سعدی شیراز به دنیا آمده‌است. شیرزادی در گفت‌وگویی می گوید که با دیدن اوضاع و احوال نابسامان کودکان تنگدست و چگونه دچار بیماری شدن و سپس در گذشتن آنها می‌خواست پزشک اطفال شود تا دیگر کودکان محله‌شان سخت بیمار نشوند و عذاب نکشند ولی او در سن نوجوانی هدف خود را عوض می‌کند و به فکر این می‌افتد که دریانورد شود. در نهایت با استخدام شدن در روزنامه اطلاعات رویاهای دریانوردی خود را کنار می‌گذارد و دنبال نویسندگی می‌رود. نخستین داستان او سال ۱۳۴۰ در مجله فردوسی منتشر شد. او از سال ۱۳۴۴ به تهران آمد. شیرزادی از سال ۱۳۵۲ در روزنامه‌اطلاعات مشغول به کار شد و تا زمان بازنشستگی دبیر سرویس گزارش این روزنامه بود. او همچنین سردبیری مجله دوران و دبیری بخش داستان مجله ادبستان را برعهده داشت. او از اواسط دهه ۱۳۶۰ عضو کانون نویسندگان ایران است.

## فعالیت‌ها
علی‌اصغر شیرزادی از معدود بنیان‌گذاران موفق «شیوه کارگاهی» در داستان‌نویسی دو دهه اخیر است که کارگاه‌های داستان‌نویسی وی توانسته‌اند نسلی‌نو از داستان‌نویسان ایران را به جامعه ادبی معرفی کنند.

## زندگی شخصی
وی سال ۱۳۴۸ با شهناز باقری شیرازی ازدواج کرد و دارای سه فرزند به نام‌های فرزین، فرزام و فرشاد است.

## آثار

### مجموعه داستان
- نشسته در غبار (۱۳۶۵)
- غریبه و اقاقیا (۱۳۶۶)
- یک سکه در دو جیب[پیوند مرده] (۱۳۸۴)

### رمان‌ها
- طبل آتش (۱۳۷۱):
- هلال پنهان (۱۳۸۲)

مجموعه نقد:
خداحافظ پدرخوانده- ۱۴۰۱- نشر خزه

## دربارهٔ آثار
رمان طبل آتش در دو بخش شیراز و تهران نگاشته شده که مربوط به نسلی می‌باشد که جوانی را با یاس در سال‌های پس از [[کودتای ۲۸ مرداد]] ۱۳۳۲ می‌گذراند و از دهه ۵۰ عبور کرده و به انقلاب ۱۳۵۷ می‌رسد.
مجموعه داستان غریبه و اقاقیا جایزه بیست سال ادبیات داستانی در ایران را به دست آورد.
با اقتباس از داستان دلاور از مجموعه غریبه کیومرث پوراحمد فیلمی با عنوان باران ساخته‌است.